# Cẩm Phú (phường)
Cẩm Phú là một phường thuộc thành phố Cẩm Phả, tỉnh Quảng Ninh,
Phường Cẩm Phú nằm ở phía Đông Nam thành phố Cẩm Phả. Phường được thành lập từ năm 1981 theo Quyết định số 63-HĐBT ngày 10 tháng 9 năm 1981 của Hội đồng Bộ trưởng "Về việc phân vạch địa giới một số xã, phường và thị trấn thuộc tỉnh Quảng Ninh". Phường Cẩm Phú nằm ở phía Đông Nam thành phố Cẩm Phả, có diện tích tự nhiên là 9,7km2. Tổng dân số trên địa bàn phường trên 17 nghìn nhân khẩu với hơn 4.400 hộ dân. Phường có 13 khu phố tương ứng với 114 tổ nhân dân, 05 trường học và 01 chợ, 01 hợp tác xã nông nghiệp và gần 40 cơ quan, đơn vị, doanh nghiệp đóng trên địa bàn phường trong đó số cán bộ, công nhân viên ngành than chiếm 80% dân số, còn lại là hợp tác xã, dịch vụ và các ngành nghề khác. Hiện nay phường Cẩm Phú có 13/13 khu phố đạt đanh hiệu "Khu phố văn hóa", phường đạt danh hiệu "Phường văn hóa".